# 傑佛遜縣 (愛荷華州)
傑佛遜縣（英語：Jefferson County）是位於美国愛荷華州東南部的一個縣。面積1,131平方公里。根据美国人口调查局2000年统计，共有人口16,181人。县治費爾菲爾德。